# Ґуннар Тальберґ
Ґуннар Тальберґ (фін. Gunnar Tallberg, 23 грудня 1881 — 27 серпня 1931) — фінський яхтсмен.
Бронзовий призер Олімпійських Ігор 1912 року в класі 8 метрів.